# 목말뼈
목말뼈(talus bone, astragalus) 또는 거골(距骨)은 발목뼈 (tarsus) 중 하나로 외측복사 (lateral malleolus)와 내측복사 (medial malleolus)를 통해 정강뼈 (tibia), 종아리뼈 (fibula)와 관절하여 발목 관절 (ankle joint)의 아랫부분을 이룬다. 발목 내에서는, 아래로 발꿈치뼈 (calcaneus), 앞으로 발배뼈 (navicular)와 관절한다. 이러한 관절을 통해 몸의 하중을 발로 전달하는 역할을 한다.
발목뼈 중 두 번째로 큰 목말뼈는, 연골로 덮여있는 비율이 가장 높은 뼈이기도 하다. 또, 혈액 공급이 역행하여 (retrograde blood supply) 받는다는 점, 즉 뼈의 원위부를 통해 혈액이 들어온다는 점도 특이하다.

## 구조

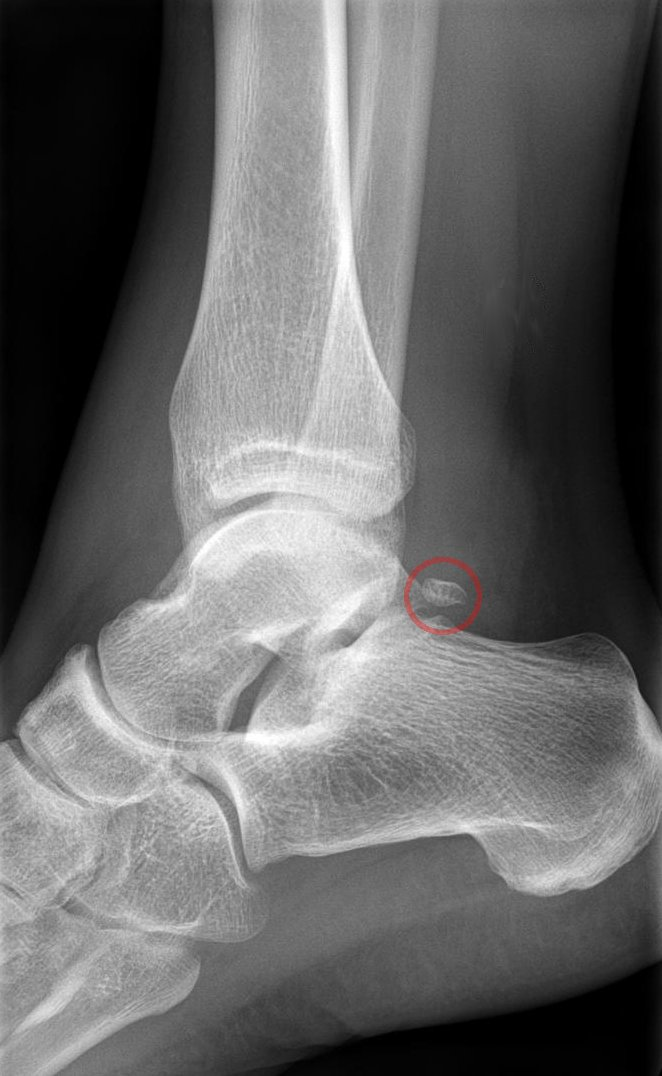
엑스레이 상의 목말뼈

불규칙한 형태를 띠고 있으나, 목말뼈는 세 가지 부분으로 나눌 수 있다.
앞으로 튀어나온 목말뼈머리 (head of talus)는 발배뼈와 관절하며, 머리와 몸통 사이 울퉁불퉁한 부분인 목말뼈목 (neck of talus)은 작은 혈관 통로가 있다.
목말뼈몸통 (body of talus)은 여러 관절면이 존재한다: 위쪽으로는 목말뼈도르래 (trochlea tali)가 있어 두 개의 복사와 마주한다. 발목 격자 (ankle mortise)는 두 복사가 이루는 갈퀴 같은 구조로 발목 관절의 안정성을 높인다. 하지만 목말뼈도르래가 뒤보다 앞에서 더 넓기 때문에 (대략 5-6mm) 관절의 안정성은 발의 위치에 따라 달라진다. 발등굽힘 (dorsiflexion)된 상태에서는 (발을 위로 올린 상태) 관절 내 인대 (ligament)들이 신장된 상태로 관절이 안정된다. 그러나 발바닥쪽굽힘 (plantarflexion) 상태에서는 (발을 아래로 내린 상태) 목말뼈도르래의 좁은 넓이로 인해 안정성이 줄어든다. 목말뼈도르래 뒷면에는 후방 돌기 (posterior process)가 있는데, 여기에는 외측과 내측으로 결절 (tubercle)이 있고, 그 사이로 긴엄지굽힘근 (flexor hallucis longus muscle)의 힘줄 (tendon)이 주행하는 고랑이 있다. 한편, 이 결절의 외측으로는 "덧목말뼈" (accessory talus)라는 독립적인 뼈가 생성되기도 한다. 뼈 아래 쪽에는, 발꿈치뼈와 관절하는 세 개의 관절면이 있고, 여러 인대가 있어 이 관절을 지지한다.
목말뼈의 골화중심 (ossification center)은 발생 7~8개월에 생성된다.
목말뼈는 좋은 혈액 공급을 받지 못한다. 이 때문에, 목말뼈가 부러지면 회복이 다른 뼈보다 좀 더 오래 걸릴 수 있다. 즉, 혈액 공급이 적어 영양분과 산소를 적당히 받지 못해 회복이 느려지는 것이다. 그 때문에 목말뼈 골절을 경험한 환자는 목발을 짚고 몇 달간 걸어야하며, 깁스나 보조기가 필요할 수 있다.

## 진화
목말뼈는 원시 양서류의 발에 존재했던 나뉘어 있는 세 개의 뼈, tibiale, intermedium, fourth centrale가 융합되어 만들어졌다. 이 뼈들은 현대 양서류에서도 여전히 나뉘어 존재한다. 목말뼈는 파충류보다 포유류에서 더 유연성을 보장한다. 이는 우제류에서 가장 그렇다.

## 주사위로 사용
굽이 있는 동물들의 목말뼈는 사면체의 형태를 가지고 있다. 이 때문에 이 동물의 목말뼈는 여러 놀이와 도박에서 주사위로 사용되었다.

## 추가 그림

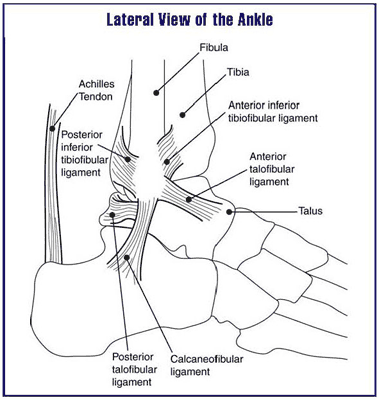
인간 발목의 외측 모습
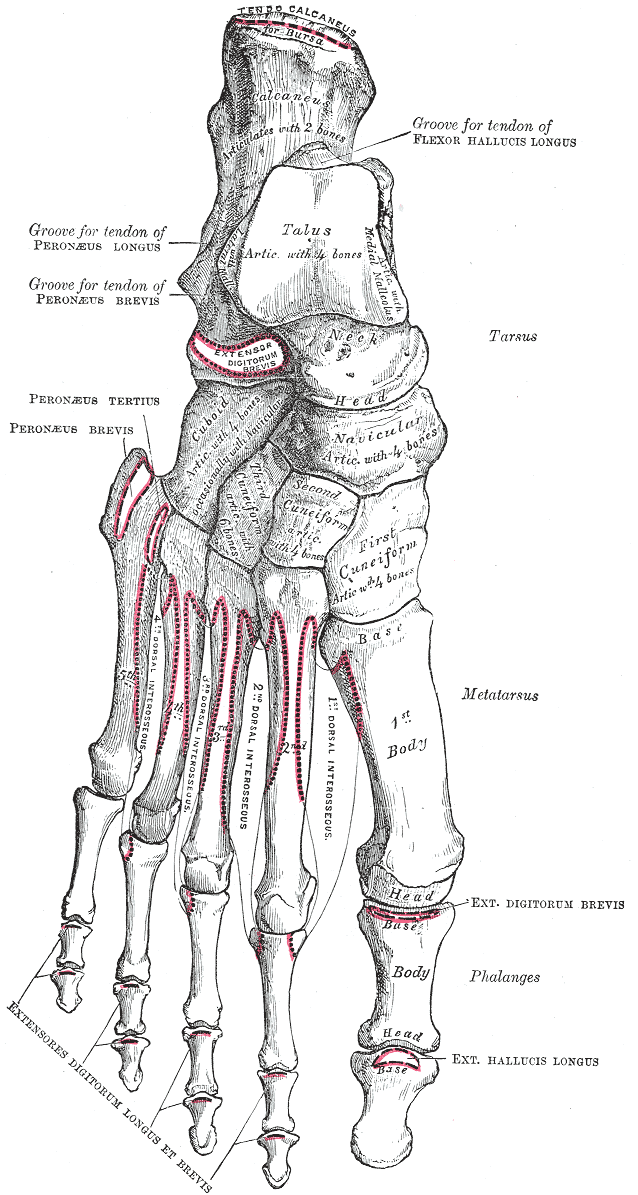
오른쪽 발의 뼈, 발등쪽 면
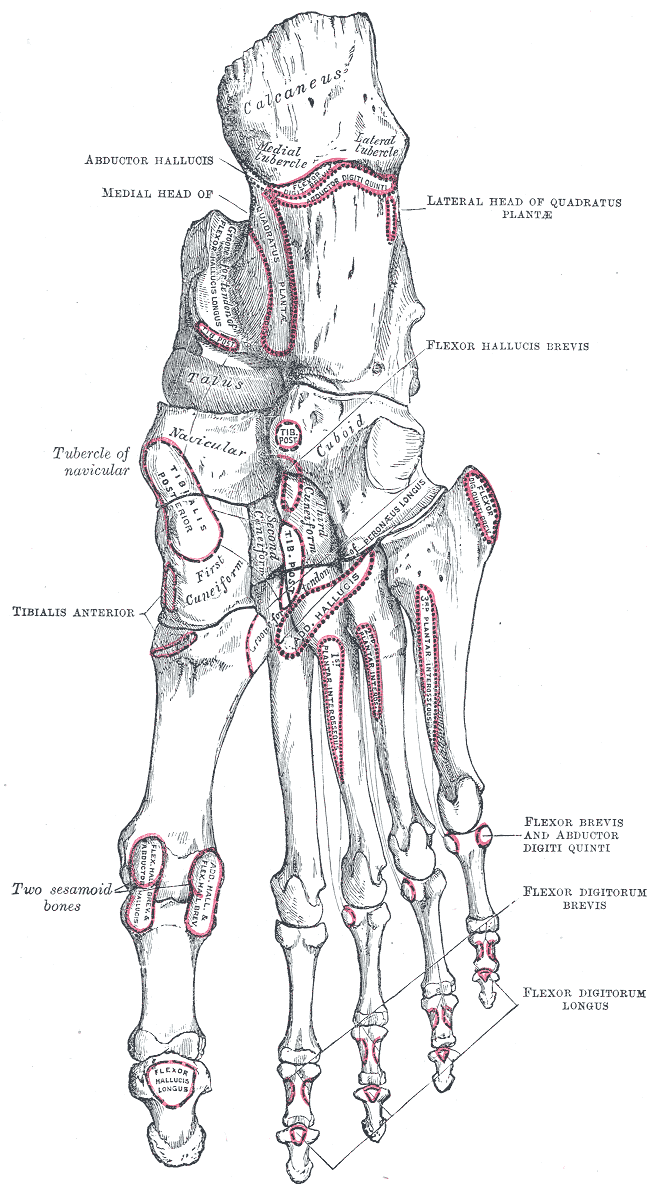
오른쪽 발의 뼈, 발바닥쪽 면
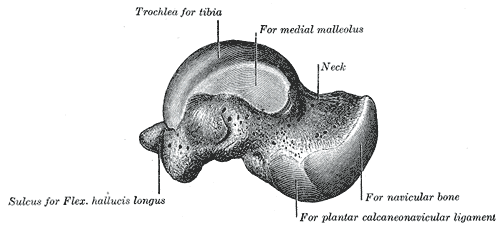
왼쪽 목말뼈, 내측면
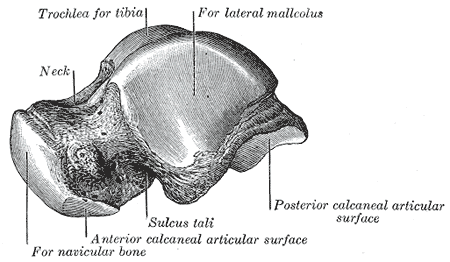
왼쪽 목말뼈, 외측면
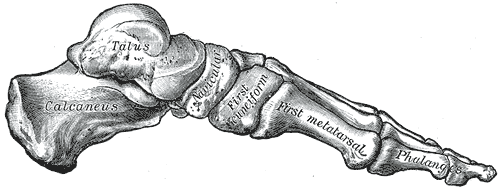
발의 뼈, 내측면
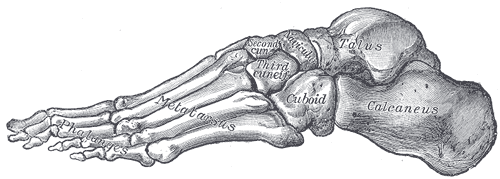
발의 뼈, 외측면
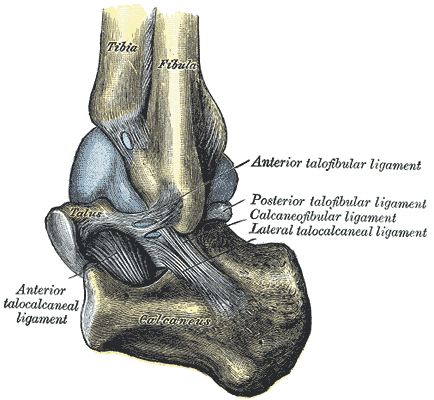
발목 관절낭 외측면
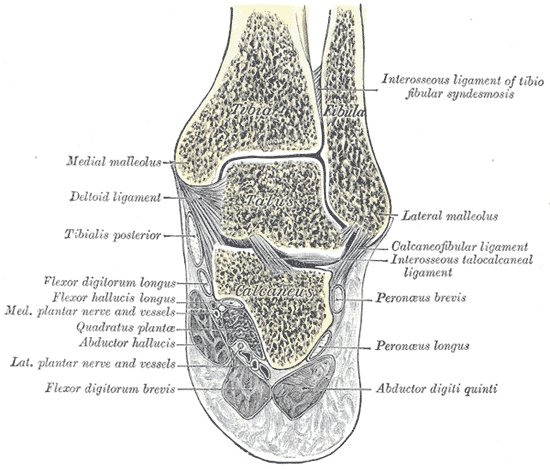
발목 관절과 목말발꿈치관절 (talocalcaneal joint)의 관상면
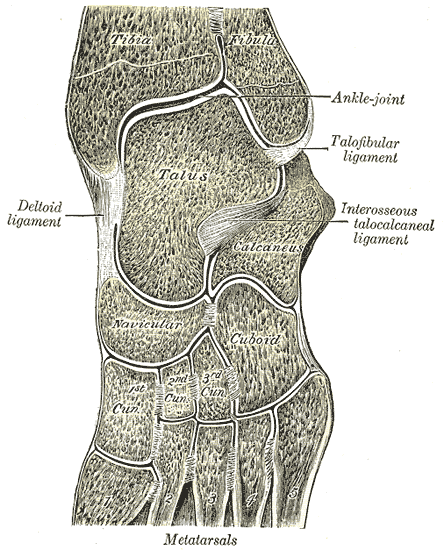
발목뼈사이관절 (intertarsal joint)과 발목발허리관절 (tarsometatarsal joint)의 빗면
발의 뼈들

## 같이 보기
- 너클본스